# 山田奈央
山田 奈央（やまだ なお、2002年11月18日 - ）は、埼玉県鶴ヶ島市出身のプロサッカー選手。Jリーグ・徳島ヴォルティス所属。ポジションはディフェンダー（DF）。

## 略歴
浦和レッズのアカデミー出身。2018年9月、U-16日本代表の一員としてマレーシアで開催されたAFC U-16選手権に参加した。2020年11月2日、2021年シーズンからの水戸ホーリーホック加入内定が発表された。
2021年8月9日、J2第24節の東京ヴェルディ1969戦でプロデビュー。
2024年12月12日、徳島ヴォルティスへの完全移籍が発表された。

## 所属クラブ
- 鶴ヶ島西サッカースポーツ少年団
- 坂戸ディプロマッツFC
- 浦和レッズユース（埼玉県立与野高等学校）
- 2021年 - 2024年  水戸ホーリーホック
- 2025年 -  徳島ヴォルティス

## 個人成績
| 国内大会個人成績 | 国内大会個人成績 | 国内大会個人成績 | 国内大会個人成績 | 国内大会個人成績 | 国内大会個人成績 | 国内大会個人成績 | 国内大会個人成績 | 国内大会個人成績 | 国内大会個人成績 | 国内大会個人成績 | 国内大会個人成績 |
| 年度             | クラブ           | 背番号           | リーグ           | リーグ戦         | リーグ戦         | リーグ杯         | リーグ杯         | オープン杯       | オープン杯       | 期間通算         | 期間通算         |
| 年度             | クラブ           | 背番号           | リーグ           | 出場             | 得点             | 出場             | 得点             | 出場             | 得点             | 出場             | 得点             |
| 日本             | 日本             | 日本             | 日本             | リーグ戦         | リーグ戦         | リーグ杯         | リーグ杯         | 天皇杯           | 天皇杯           | 期間通算         | 期間通算         |
| ---------------- | ---------------- | ---------------- | ---------------- | ---------------- | ---------------- | ---------------- | ---------------- | ---------------- | ---------------- | ---------------- | ---------------- |
| 2021             | 水戸             | 21               | J2               | 1                | 0                | -                | -                | 1                | 0                | 2                | 0                |
| 2022             | 水戸             | 21               | J2               | 19               | 0                | -                | -                | 1                | 0                | 20               | 0                |
| 2023             | 水戸             | 21               | J2               | 24               | 0                | -                | -                | 2                | 0                | 26               | 0                |
| 2024             | 水戸             | 4                | J2               | 32               | 1                | 0                | 0                | 1                | 0                | 33               | 1                |
| 2025             | 徳島             | 3                | J2               |                  |                  |                  |                  |                  |                  |                  |                  |
| 通算             | 日本             | 日本             | J2               | 76               | 1                | 1                | 0                | 5                | 0                | 81               | 1                |
| 総通算           | 総通算           | 総通算           | 総通算           | 76               | 1                | 1                | 0                | 5                | 0                | 81               | 1                |

出場歴
- Jリーグ初出場:2021年8月9日 J2第24節 東京ヴェルディ戦（ケーズデンキスタジアム水戸）
- Jリーグ初得点:2024年11月10日 J2第38節 ヴァンフォーレ甲府戦（JIT リサイクルインク スタジアム）

## 代表歴
- U-16日本代表
  - ヨルダン遠征（2018年）
  - AFC U-16選手権（2018年）
- U-17日本代表
  - チリ遠征（2019年）